# Hayrabolu
Hayrabolu là một huyện thuộc tỉnh Tekirdağ, Thổ Nhĩ Kỳ. Huyện có diện tích 1037 km² và dân số thời điểm năm 2007 là 36942 người, mật độ 36 người/km².